# テオフィモ・ロペス 対 ワシル・ロマチェンコ
テオフィモ・ロペス 対 ワシル・ロマチェンコ戦（テオフィモ・ロペス たい ワシル・ロマチェンコせん）は、2020年10月17日、アメリカ合衆国ラスベガスのMGMグランド内ザ・バブルで開催されたプロボクシングの試合。IBF世界ライト級王者のロペスとWBA・WBO世界ライト級統一王者のロマチェンコが行う3団体王座統一戦として行われた。イベント名は『ウィナー･テイクス･オール』。

## 試合成立まで
2019年12月14日、ロペスがマディソン・スクエア・ガーデンでIBF世界ライト級王者リチャード・カミーと対戦。2回1分13秒TKO勝ちを収め王座を獲得した。この試合のリングサイドで2団体ライト級統一王者のロマチェンコが観戦しており、試合終了後のインタビューにてロペスとの統一戦に前向きなコメントを残した。
2020年5月19日、トップランクのボブ・アラムがESPNの取材に答え、ロペスとロマチェンコによる4団体統一戦を当初5月に予定していたが新型コロナウイルスの影響で新たにスケジュールを練り直さなければならず、ロマチェンコが母国ウクライナに帰っており、アメリカに入国できる時期が不透明なことから、両陣営とも一試合を挟む可能性があった中、「両陣営とも暫定的な試合は臨んでいない。9月に統一戦を計画する」とコメントした。
2020年6月7日、ボブ・アラムはSky Sportsのインタビューにてロペスとロマチェンコの試合をアレジアント・スタジアムで開催するプランがあることを発表した。
2020年8月、トップランクが10月5日を目途に試合開催を目指す中、ロペス陣営がファイトマネーで難色を見せており今秋の試合実現が困難になったとESPNが報道。しかしロマチェンコ陣営がファイトマネーを譲歩したことにより、10月17日に挙行されることを複数のメディアが報じた。
2020年8月31日、ロマチェンコが母国ウクライナからアメリカ入りし、「10月17日が待ちきれない」とコメントした。
2020年9月7日、トップランクは10月17日にMGMグランド内ザ・バブルにてロペスvsロマチェンコが正式に決定したことを発表した。
2020年10月14日、ロペスとロマチェンコによる記者会見が行われ、オフィシャル陣もレフェリーはラッセル・モーラ、ジャッジはジュリー・レーダーマン、スティーブ・ウェスフェルド、ティム・チーザムと発表された。
2020年10月16日、前日計量が行われ、両者ともリミットの135ポンドで一発で計量をパスした。
2020年10月17日、ラスベガスのMGMグランド内ザ・バブルで行われたWBA・IBF・WBO世界ライト級王座統一戦に於いて、ロペスが12回3-0（116-112、119-109、117-111）の判定勝ちを収め3団体統一に成功した。